# バーノン・ブールバード-ジャクソン・アベニュー駅
バーノン・ブールバード-ジャクソン・アベニュー駅 (Vernon Boulevard–Jackson Avenue) はニューヨーク市地下鉄IRTフラッシング線の駅である。クイーンズ区ロングアイランドシティのバーノン・ブールバードとジャクソン・アベニューの交差点に位置するような駅名であるが実際は交差点より少しずれた50番街に位置し、7系統が終日、<7>系統が21時30分までのラッシュ時に混雑方向へ向かう列車が停車する。
駅名が長いため略してバーノン-ジャクソン駅 (Vernon–Jackson) とも呼ばれる。

## 歴史
駅は1915年6月22日のIRTフラッシング線5番街駅 - 当駅間の延伸開業と共に線路2線と相対式ホーム2面を有した2面2線の地下駅として開業した。なお、開業当時はバーノン-ジャクソン・アベニュース駅 (Vernon–Jackson Avenues) という駅名で、1916年2月5日に線路がハンターズ・ポイント・アベニュー駅まで延びる約5ヶ月間当駅はフラッシング線の北側の終点駅であった。
1955年から1956年に掛けてホーム有効長を11両に延ばす工事が行われた。

## 駅構造
| G          | 地上階                         | 出入口                                                                         |
| P ホーム階 | 相対式ホーム、右側の扉が開く。 | 相対式ホーム、右側の扉が開く。                                                 |
| P ホーム階 | 南行線                         | ← 34丁目-ハドソン・ヤード駅行き（グランド・セントラル駅）                      |
| P ホーム階 | 北行線                         | → フラッシング-メイン・ストリート駅行き（ハンターズ・ポイント・アベニュー駅）→ |
| P ホーム階 | 相対式ホーム、右側の扉が開く。 |                                                                                |

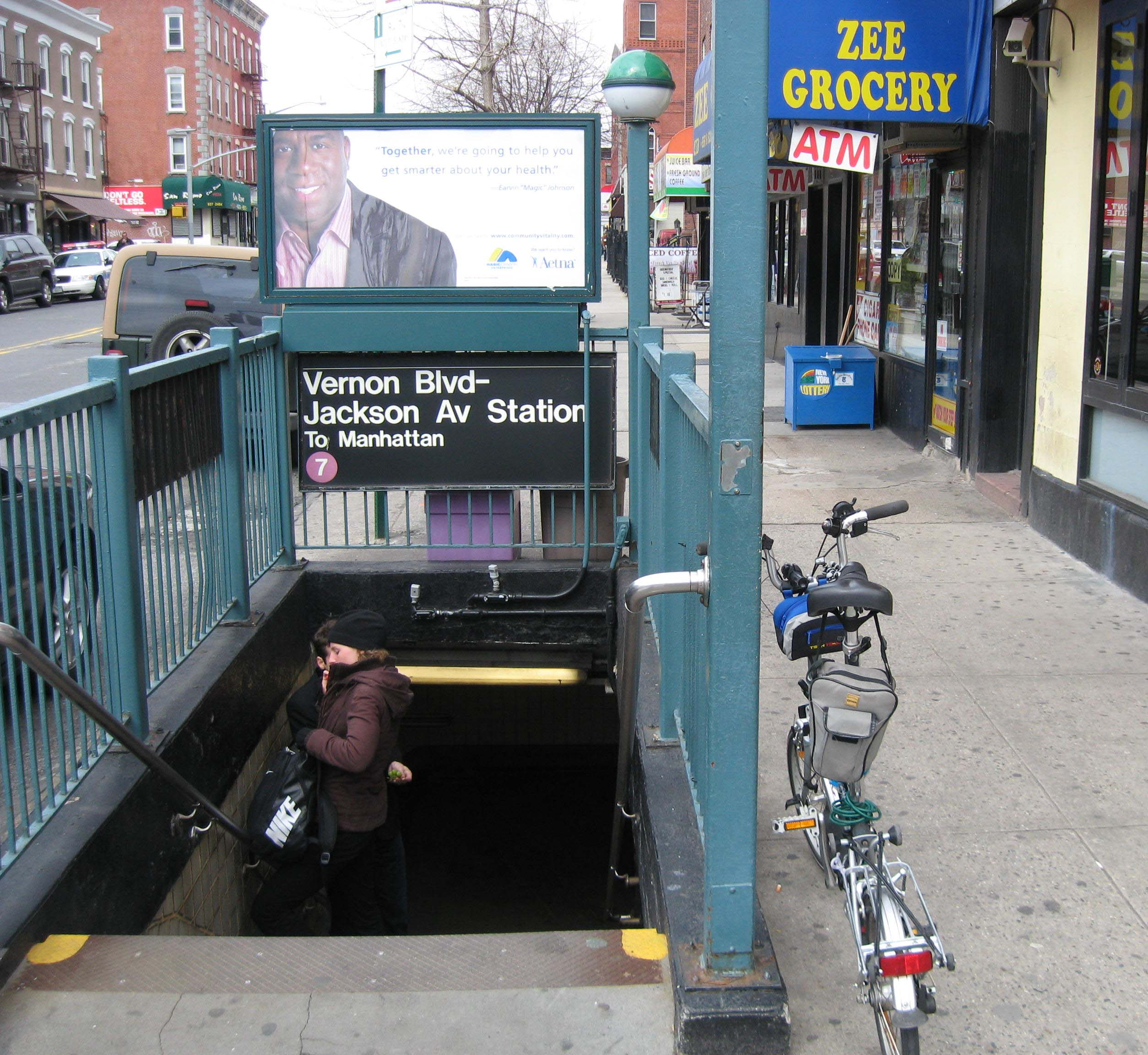
南行ホームへの入口

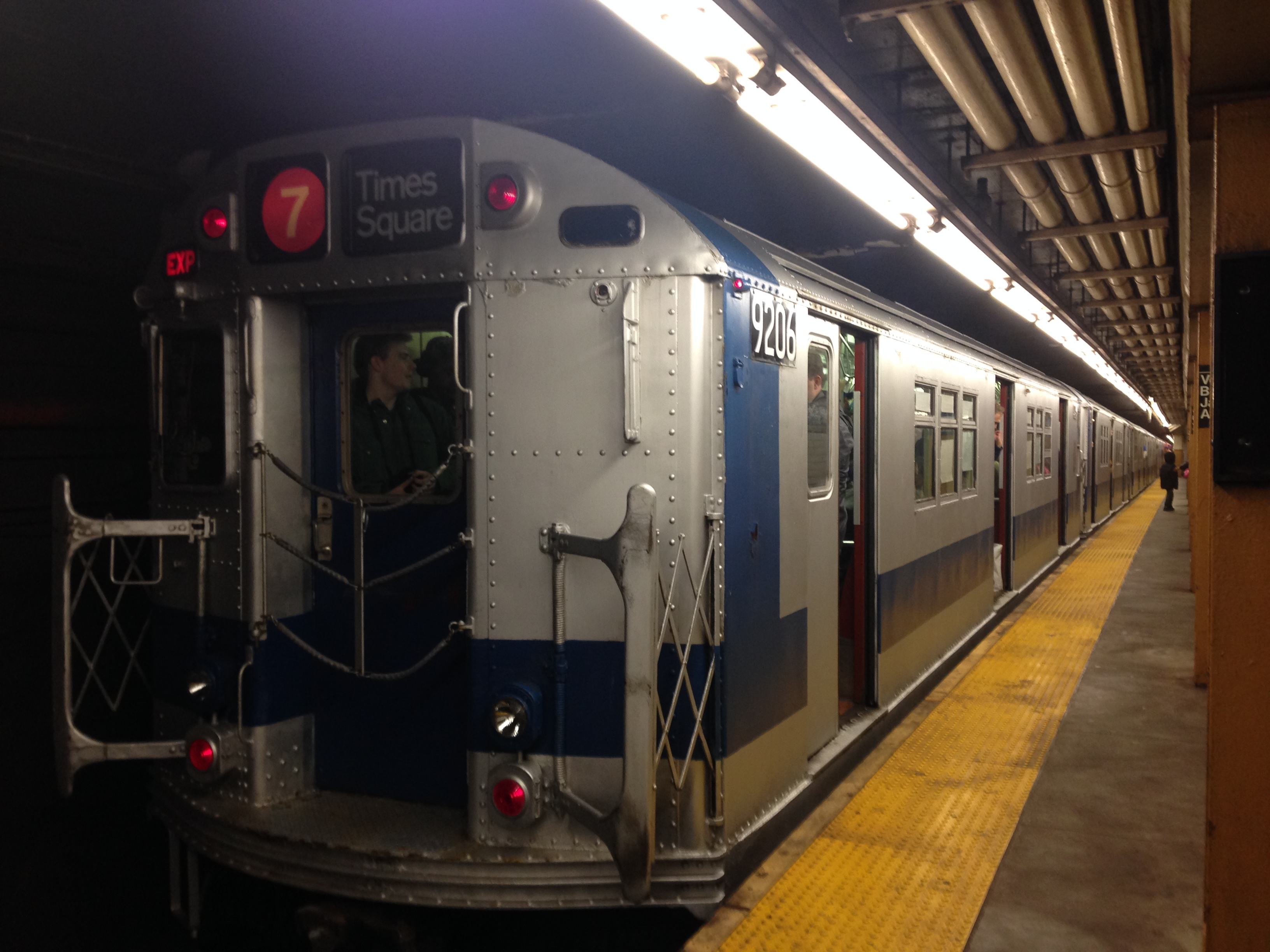
駅に停車中の旧型車両（2016年）

駅は2面2線の構造で南北線の間は黒い壁で遮られている。ホーム上には等間隔に黄色の柱が立っており、ニューヨーク市地下鉄標準の黒地に白の駅名標が掲げられている。ホーム壁面は白タイルが並べられているが上部には茶色と金色の横線が入っておりその下に"Vernon-Jackson Ave's"（'sは駅名で考えると誤っているが複数系の短縮形と考えると合っている）と書かれた駅名がある。また、"Vernon Ave"または"Jackson Ave"と書かれた出口の方向を示す標も掲げられている。

### 出入口
当駅には改札階が無いため全ての改札口はホームと同じ階にある。また、南北ホーム間を行き来することは不可能である。なお、フラッシング線内で改札内で南北ホーム間を行き来できない駅は当駅と40丁目-ローリー・ストリート駅の2駅のみである。終日開いている改札口は駅の西側にあり回転式改札機と地上への階段、南行ホーム側にはきっぷ売り場もある。地上への階段はバーノン・ブールバードと50番街の交差点西側に出ている。交差点南側の階段には駅名と停車系統が表記されている黒い案内看板は設置されていない。反対の駅の東側には無人改札口がありこちらはジャクソン・アベニューと50番街の交差点へ出ることができる。
- 階段1つ、バーノン・ブールバードと50番街の交差点北東、南行ホーム接続[5]。
- 階段1つ、バーノン・ブールバードと50番街の交差点南西、北行ホーム接続[5]。
- 階段1つ、ジャクソン・アベニューと50番街の交差点北東、南行ホーム接続[5]。
- 階段1つ、ジャクソン・アベニューと50番街の交差点北西、南行ホーム接続[5]。
- 階段1つ、ジャクソン・アベニューと50番街の交差点南東、北行ホーム接続[5]。
- 階段1つ、ジャクソン・アベニューと50番街の交差点南西、北行ホーム接続[5]。